# Elias Holwein
Elias Holwein (geboren 1579 in Wolfenbüttel; gestorben 1659 in Stade, begraben am 18. August desselben Jahres ebenda) war ein deutscher Buchdrucker und Formschneider für Holz- und Kupferstiche sowie Verleger und Herausgeber der zweitältesten Zeitung der Welt, der Aviso Relation oder Zeitung. Seine – sehr seltenen – Holzschnitte aus den beiden ersten Jahrzehnten des 17. Jahrhunderts zeigen zumeist Bildnisse von Mitgliedern des Herzogtums Wolfenbüttel, von denen 28 Blätter – nahezu Holweins gesamtes Werk dieser Zeit – Eigentum des Braunschweigischen Landesmuseums.

## Leben

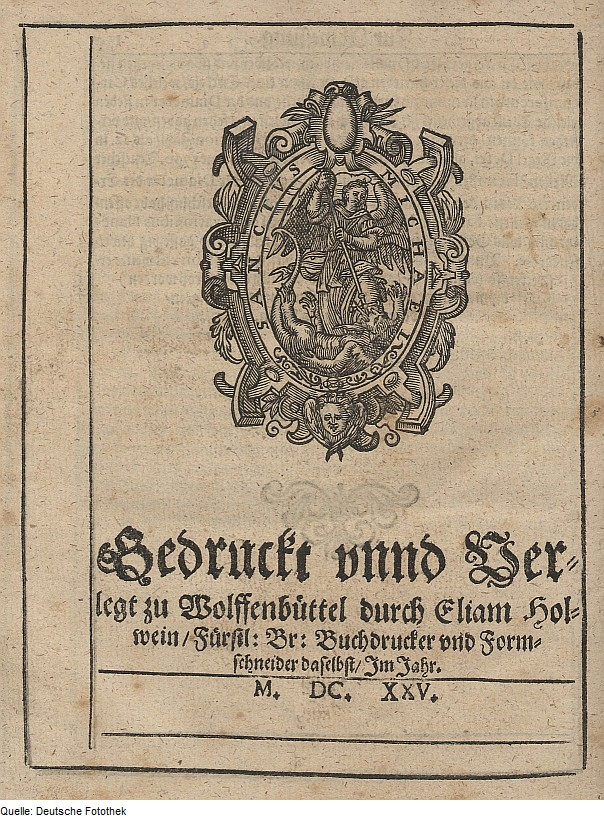
Angebliche „Druckermarke“ mit der Darstellung des heiligen Michael als Bezwinger;
Holzschnitt nach Gottfried Müller, hier datiert 1625

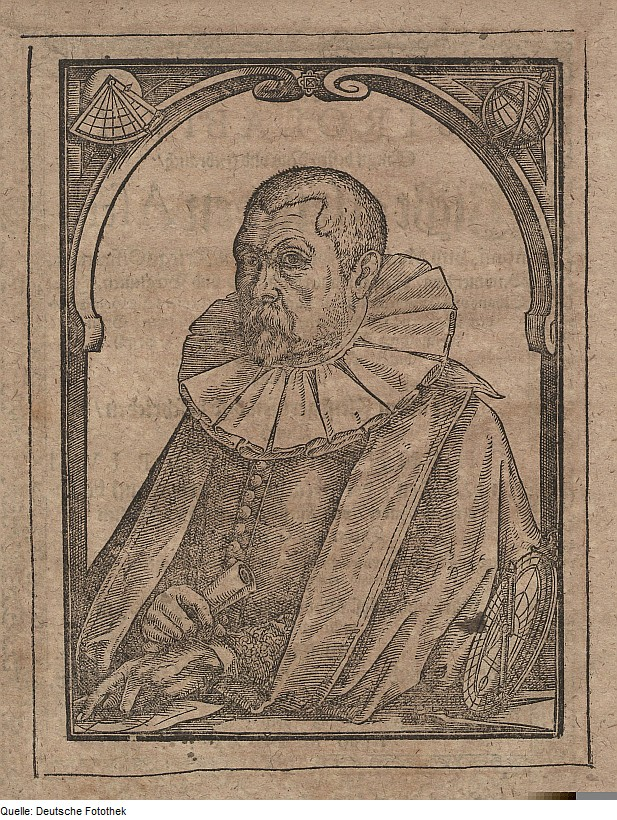
Porträt des Johannes Krabbe;
Stich nach Gottfried Müller, 1630

Elias Holwein war ein Mitglied der Familie Holwein. Holwein muss bereits zu Beginn des 17. Jahrhunderts in Wolfenbüttel ansässig gewesen sein, denn es sind Porträts und andere Bildnisse in Holzschnitt aus der Hand Holweins für die Jahre 1602, 1603 und andere bekannt. Ab 1603 war er als Bewohner in seiner Geburtsstadt Wolfenbüttel bekannt und wohnte im dortigen Ortsteil „Löwenkule“ beziehungsweise „Lauenkuhle“. Er heiratete Anna N., begrub am 2. Januar 1612 ein eigenes Kind. Spätestens 1613 wurde Holwein in Wolfenbüttel als Formschneider tätig und erwarb nur wenige Jahre später 1616 sowohl die Horn’sche Druckerei des Konrad Horn, die seit 1603 Eigentum des Julius Adolf von Söhne beziehungsweise dessen Söhnen war, sowie das Privileg und den Titel als Fürstlich Braunschweigischer Hof-Buchdrucker. Die Druckerei in Wolfenbüttel firmierte bis 1632 unter dem Namen Elias Holweins, wenngleich unterdessen ab 1626 in Celle eine fürstliche Offizin gegründet worden war, die in den Folgejahren 1627 und 1628 unter anderem unter dem Namen „Elias Holwein und dessen Erben“ firmierte und – zeitweilig möglicherweise von einem gleichnamigen Sohn oder als Zweigstelle Holweins geführt – unter der Hauptleitung des fürstlich bestallten Vaters bis 1651 fungierte.

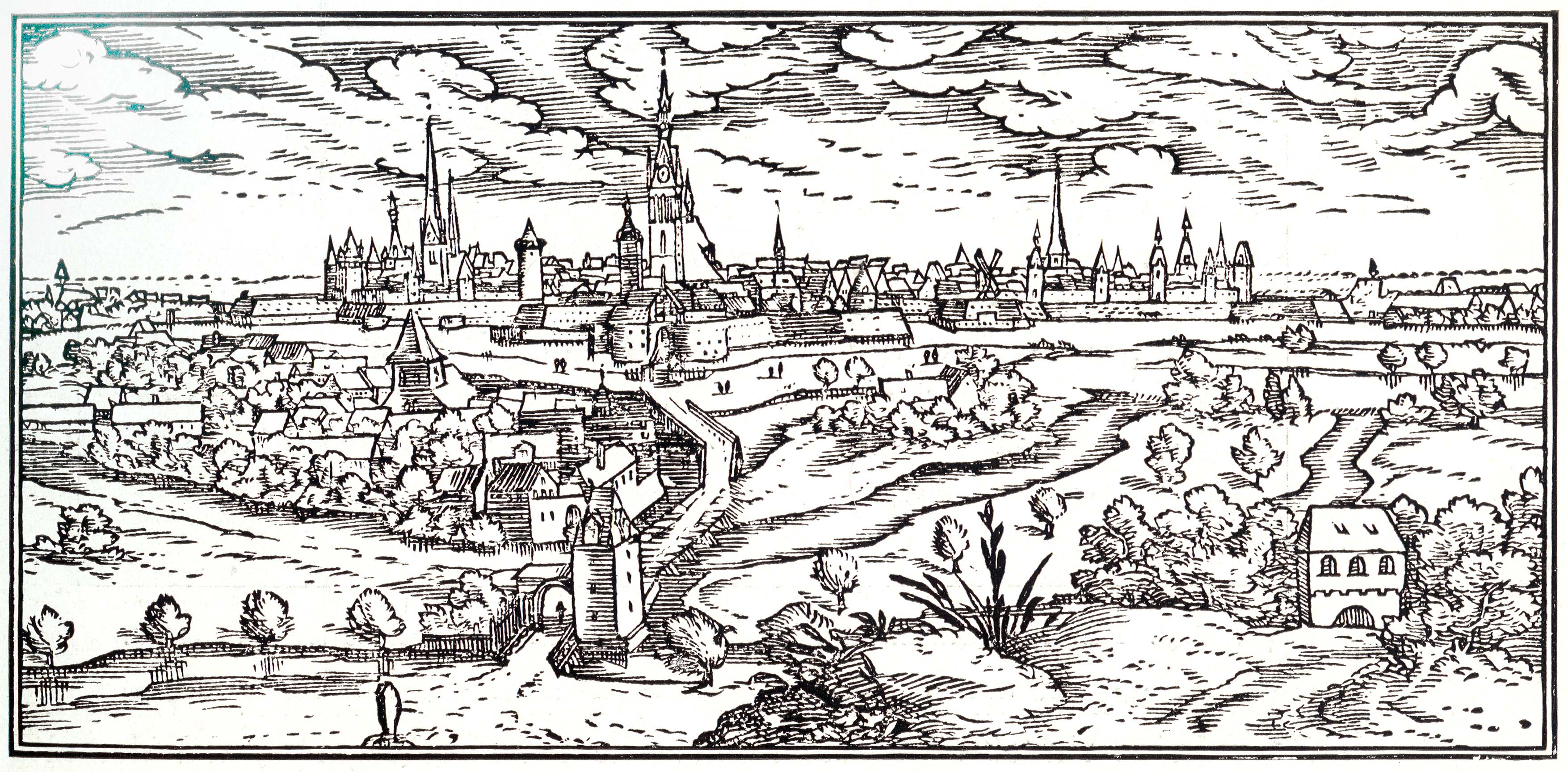
1636: Stadtansicht mit einer Darstellung der möglichen zukünftigen Stadtbefestigung Hannovers, im Vordergrund die – seinerzeit ebenfalls erst noch zu bauende – Calenberger Neustadt

Während Holwein noch die Druckerei in Celle betrieb, berief ihn Herzog Georg, der mitten während des Dreißigjährigen Krieges im Jahr 1636 Hannover zum Sitz seiner Residenz bestimmt hatte, noch im selben Jahr nach Hannover. Hier fertigte Holwein, nach Henning Rüdem einer der ersten Buchdrucker in Hannover, unter anderem 1636 zum Empfang des Herzogs den Typus civitatis Hannoverae … Elias Holvvein Typographus an, den Holzschnitt einer Stadtansicht. Diese Stadtansicht bezeichnet Arnold Nöldeke als „[…] von der Gegend der Ihmebrücke aus“ gesehen, während die Historikerin Alheidis von Rohr den Standort der Ansicht als „vom Lindener Berg aus betrachtet“ bezeichnet. Tatsächlich zeigt der Holzschnitt bereits einige Bastionen der 1636 erst noch zu erweiternden Stadtbefestigung, sowie im Bildvordergrund einen Tordurchgang mit einer Häusergruppe und einer Kirche dahinter den schon der Denkmalpfleger Arnold Nöldeke zur Illustration seiner Beschreibung der Stadtbefestigung Hannovers bei der Bestandsaufnahme der Baudenkmale der Stadt verwendete. Dieser Holzschnitt war – nach der „recht willkürlichen“ älteren Stadtansicht durch Heinrich Bünting – zugleich die erste „halbwegs detaillierte Ansicht der Stadt“, die erst durch die Residenznahme durch Georg von Calenberg wichtig genug für eine aufwendige Abbildung geworden war.
1651 gründete Elias Holwein in Stade, und hier nun als Königlich Schwedischer Buchdrucker, die „erste Buchdruckerei in den Herzogthümern Bremen und Verden“ überhaupt. Nach seinem Tod 1659 führte die Witwe Holwein bis zur Mündigkeit ihres Sohnes Caspar die dortige Druckerei fort, bis diese 1717 „durch Heirat in andere Hände“ kam.